# Mukhannath
Mukhannath (en àrab, مخنثون ; en plural mukhannathun; lit. «els efeminats», «els que s'assemblen a les dones») va ser un terme utilitzat en àrab clàssic per referir-se a homes efeminats o persones amb característiques sexuals ambigües, que semblaven femenines i actuaven sexualment o socialment en rols típicament realitzats per dones.
Mukhannathun, especialment els de la ciutat de Medina, són mencionats al llarg de la literatura ḥadīth i en les obres de molts dels primers escriptors àrabs i islàmics. Durant l'era raixidun i la primera meitat de l'era omeia, estaven fortament associats amb la música i/o l'entreteniment. Durant el califat abbàssida, la paraula en si s'utilitzava com a descriptor per als homes empleats com a ballarins, músics i/o còmics. En èpoques posteriors, el terme «mukhannath» es va associar amb la parella passiva en les pràctiques sexuals gais, una associació que ha perdurat fins als nostres dies.
«Khanith» és un terme àrab vernacle utilitzat en algunes parts de la península Aràbiga per denotar el paper de gènere atribuït als homes i, ocasionalment, a les persones intersexuals que funcionen sexualment, i d'alguna manera socialment, com a dones. El terme està estretament relacionat amb la paraula «mukhannath».

## Etimologia
Els orígens del terme «mukhannath» en àrab clàssic estan en disputa. El lexicògraf àrab del segle viii Al-Khalil ibn Àhmad al-Farahidí connectava «mukhannath» amb «khuntha», que significa hermafrodita/intersexual.
Segons el lexicògraf àrab del segle ix Abu-Ubayd al-Qàssim ibn Sal·lam, el terme «mukhannath» deriva del verb «khanatha», que significa «plegar cap enrere la boca d'un odre d'aigua per beure», que indica una certa mesura de ser lànguid o delicat. Aquesta definició va assolir protagonisme entre els estudiosos islàmics fins a l'època medieval, quan el terme es va associar amb l'homosexualitat.

## Mencions en la literaturaḥadīth
El terme «mukhannathun» ja existia a l'Aràbia preislàmica, durant l'època del profeta islàmic Mahoma, i les primeres èpoques islàmiques. Diversos informes ḥadīth indiquen que els mukhannathun s'utilitzaven com a servents de dones riques als primers temps de l'Islam, a causa de la creença que no estaven interessats sexualment pel cos femení. Aquestes fonts no afirmen que els mukhannathun fossin homosexuals, només que «els faltava desig».
Segons l'estudiós iranià Mehrdad Alipour:
| « | En el període premodern, les societats musulmanes eren conscients de cinc manifestacions d'ambigüitat de gènere: això es pot veure a través de figures com el «khasi» (eunuc), la «hijra», el «mukhannath», el «mamsuh» i el «khuntha» (hermafrodita/intersexual). | » |

Les especialistes en gènere Aisya Aymanee M. Zaharin i Maria Pallotta-Chiarolli han assenyalat l'acord de fonts acadèmiques sobre l'aparició al ḥadīth del terme «mukhannath» per significar homes que són «òbviament masculins», però que es comporten amb feminitat en els seus moviments, aparença i veu característiques, i sobre l'existència del terme com a categoria diferent de «khuntha», individus intersexuals que podrien ser homes o dones. També cal destacar el contrast entre el terme àrab «mukhannith», per a dones trans que volen canviar el seu sexe biològic, i «mukhannath», que no té la mateixa implicació.
Diversos ḥadīth afirmen que Mahoma va maleir els mukhannathun i els seus equivalents femenins, les «mutarajjilat», i va ordenar als seus seguidors que els treièssin de les seves cases. Un d'aquests incidents al ḥadīth va ser provocat per un servent mukhannath de l'esposa de Mahoma, Umm Salama, que va comentar el cos d'una dona, cosa que podria haver convençut Mahoma que els mukhannathun només semblaven no tenir cap interès per les dones i, per tant, no es podia confiar en ells.
Les primeres obres historiogràfiques islàmiques poques vegades comenten els hàbits del mukhannathun. Sembla que pot haver-hi alguna variació en com eren «efeminats», tot i que hi ha indicis que alguns van adoptar aspectes del vestit femení o almenys de l'ornamentació. Un ḥadīth afirma que un mukhannath musulmà que s'havia tenyit les mans i els peus amb henna (tradicionalment una activitat femenina) va ser desterrat de Medina (però no condemnat a mort) pel seu comportament. Altres ḥadīth també esmenten el càstig del desterrament, tant en relació amb el criat d'Umm Salama com amb un home que treballava com a músic. Muhammad va descriure el músic com un mukhannath i va amenaçar-lo amb desterrar-lo si no acabava amb la seva carrera inacceptable.

## Rol en l'antiguitat
A les èpoques raixidun i omeia, diversos mukhannathun de Medina es van establir com a cantants i músics famosos.
Un mukhannath especialment destacat amb el «laqab» Ṭuwais («petit paó») va néixer a Medina el dia que Mahoma va morir (8 de juny de 632). Hi ha poques fonts literàries islàmiques que descriuen per què Ṭuwais va ser etiquetat com un mukhannath, o quin comportament seu es considerava efeminat. Cap font descriu la seva sexualitat com a immoral o insinua que se sentia atret pels homes, i es diu que es va casar amb una dona i va tenir diversos fills en la seva vida posterior. Tot i que es descriu com a no religiós o fins i tot frívol cap a la religió en moltes fonts, altres ho contradiuen i el retraten com un musulmà creient. La seva principal associació amb la seva identitat de gènere sembla provenir de la seva professió, ja que la música era interpretada principalment per dones a les societats àrabs. Es descriu a Ṭuwais com el primer mukhannath a interpretar un «cant perfecte» caracteritzat per patrons rítmics definitius a Medina. També era conegut pel seu enginy agut i la seva habilitat amb el tamborí, que abans s'havia associat només amb dones músiques.
Alguns estudiosos moderns dels estudis islàmics creuen que Ṭuwais i altres músics mukhannathun van formar una etapa intermèdia en la classe social més associada a la interpretació musical: dones a l'època preislàmica, mukhannathun als califats raixiduns i primers omeies, i principalment homes no-mukhannath a períodes posteriors. Tot i que molts encara desaprovaven el mukhannathun en general en aquesta època, els músics entre ells eren tanmateix valorats i apreciats per la seva habilitat. Alguns dels mukhannathun més coneguts també van servir com a intermediaris i casadors d'homes i dones.
Mentre que Ṭuwais es descriu normalment com el músic mukhannath líder de Medina durant la seva vida, les fonts històriques descriuen altres que van exercir un paper similar proporcionant entreteniment musical i poètic.
Un home amb el «laqab» al-Dalāl («el coquet») és esmentat com un dels alumnes de Ṭuwais. Se'l retrata com un home enginyós però de vegades groller que «estimava les dones» però no tenia relacions sexuals amb elles. A diferència de Ṭuwais, alguns contes que involucren al-Dalāl suggereixen que se sentia atret pels homes.

## Persecució i declivi
Si bé la persecució esporàdica de mukhannathun es remunta a l'època de Mahoma, la seva persecució governamental a gran escala va començar al califat omeia. Segons Everett K. Rowson, professor d'Estudis Islàmics i de l'Orient Mitjà a la Universitat de Nova York, això podria haver estat motivat per «una connexió percebuda entre el tranvestisme i la manca de compromís religiós adequat».
Algunes fonts literàries islàmiques associen l'inici d'una severa persecució amb Marwan I, quart califa del califat omeia, i el seu germà Yaḥyā, que va exercir com a governador sota el califa Abd-al-Màlik ibn Marwan, mentre que altres fonts diuen que va ser en temps del fill d'Abd-al-Màlik, Al-Walid I. Es diu que el governador de La Meca que servia sota Al-Walid I va «emetre una proclama contra el mukhannathun», a més d'altres cantants i bevedors de vi. Dos músics mukhannathun anomenats Ibn Surayj i al-Gharīḍ es refereixen específicament com a afectats per aquesta proclama, amb al-Gharīḍ fugint cap al Iemen i no tornar mai més. Igual que al-Dalāl, al-Gharīḍ no és només «efeminat» sinó homosexual en algunes fonts. Més enllà d'aquests dos cantants, se sap relativament poc del mukhannathun de la Meca, en comparació amb el grup més conegut de Medina.
El cas més greu de persecució es data normalment de l'època del germà i successor d'Al-Walid I, Sulayman ibn Abd-al-Màlik, setè califa del califat omeia. Segons diverses variants d'aquesta història, el califa va ordenar la castració completa del mukhannathun de Medina. Algunes versions del conte diuen que tots es van veure obligats a sotmetre's al procediment, mentre que altres afirmen que només uns quants van ser castrats; en aquest últim cas, al-Dalāl gairebé sempre s'inclou com un dels mukhannathun castrats.
Algunes variants de la història afegeixen una sèrie de bromes suposadament pronunciades pel mukhannathun abans de la seva castració:
- Tuways: «Això és simplement una circumcisió que hem de tornar a sotmetre».[15]
- al-Dalal: «O, més aviat la Circumcisió Major!»[15]
- Nasim al-Sahar («Brisa de l'Alba»): «Amb la castració m'he convertit en un mukhannath de veritat!»[15]
- Nawmat al-Duha: «O, més aviat ens hem convertit en dones de veritat!»[15]
- Bard al-Fu'ad: «Ens hem estalviat la molèstia de portar un tub per a l'orina.»[15]
- Zillal-Shajar («Ombra sota els Arbres»): «De totes maneres, què faríem amb una arma no utilitzada?»[15]

Després d'aquest esdeveniment, el mukhannathun de Medina va començar a esvair-se de les fonts històriques, i la següent generació de cantants i músics tenia pocs mukhannathun a les seves files. Rowson afirma que, tot i que es van inventar, sens dubte, molts detalls de les històries de la seva castració, «aquest silenci dona suport a la suposició que van patir un cop important en algun moment al voltant del califat de Sulayman».
A l'època del califa abbàssida Al-Mamun, els mukhannathun que treballaven com a entreteniment estaven més associats als bufons de la cort que als músics famosos, i el terme en si sembla haver esdevingut sinònim d'una persona emprada com a còmic o pantomim. Els califes abbàssides al-Mamun i Al-Mutawàkkil van emprar un famós mukhannath anomenat Abbada com a actor en obres còmiques. Va actuar com un bufó l'acte del qual depenia de la burla i el «humor sexual baix», el darrer dels quals implicava l'ostensió de la seva «homosexualitat passiva». Aquestes característiques definirien mukhannathun en èpoques posteriors, i mai van recuperar l'estatus relativament estimat que tenien als primers dies a Medina.

## Opinions religioses
L'erudit musulmà del segle viii Ibn Xihab az-Zuhrí va afirmar que només cal resar darrere de mukhannathun en casos de necessitat. Alguns erudits dels segles xiii i xiv com An-Nawawí i al-Kirmanī van classificar mukhannathun en dos grups: 
- aquells els trets femenins dels quals semblen invariables, malgrat els millors esforços de la persona per aturar-los, i
- aquells els trets de les quals són canviants però es neguen a aturar-se.

Els primers erudits musulmans com Ibn Hàjar al-Asqalaní van afirmar que tots els mukhannathun havien fet un esforç per cessar el seu comportament femení, però malgrat això resultava impossible, no eren dignes de càstig. Aquells que no s'esforçaven per esdevenir menys «efeminats», o semblaven «complaure's amb (la seva efeminació)», eren dignes de culpa. En aquesta època, mukhannath havia desenvolupat la seva associació amb l'homosexualitat, i Badr al-Dīn al-ʿAynī veia l'homosexualitat com «una extensió més odiosa de takhannuth», o comportament efeminat.
Ibn Abd-al-Barr va afirmar que els mukhannathun a la seva època eren «coneguts per ser promiscus», i s'assemblaven a les dones en «suavitat, parla, aparença, accent i pensament». Aquests mukhannathun eren els que inicialment es va permetre ser servents de les dones, ja que no demostraven cap atracció física pel cos femení.

## Punts de vista actuals
Tot i que de vegades es classifica com a individus transgènere, mukhannathun com a grup no encaixa perfectament en cap de les categories occidentals de gènere o sexualitat utilitzades per la comunitat LGBT. Tot i que probablement no eren predominantment cisgènere o heterosexuals, no es pot dir que fossin simplement homes homosexuals o dones transgènere. Hi havia massa varietat entre un mukhannath i el següent per determinar una etiqueta específica pel seu gènere o identitat sexual, i el significat del terme va canviar amb el temps. Els estudiosos occidentals Aisya Aymanee M. Zaharin i Maria Pallotta-Chiarolli consideren que el terme mukhannath es refereix a homes que són «òbviament homes» i es comporten com dones, però que no volen sotmetre's a una cirurgia de reasignació de sexe, a diferència de les persones transgènere o intersexuals.
A finals de la dècada del 1980, el mufti Muhammad Sayyid Tantawy d'Egipte va emetre una fatwa que recolzava el dret d'aquells que s'ajusten a la descripció de mukhannathun a fer-se una cirurgia de reassignació de sexe; Tantawy sembla haver associat el mukhannathun amb el concepte d'hermafroditisme o individus intersexuals.
L'aiatol·là Khomeini de l'Iran va emetre fàtues similars al mateix temps. La fàtua inicial de Khomeini també es referia a les persones intersexuals, però més tard va especificar que la cirurgia de reasignació de sexe també era permesa en el cas de les persones transgènere. Com que l'homosexualitat és il·legal a l'Iran, però el transgènere és legal, algunes persones gais s'han vist obligades a sotmetre's a una cirurgia de reasignació de sexe i a passar al sexe oposat, independentment de la seva identitat de gènere real. A causa de les fàtues de Khomeini que permeten la cirurgia de reasignació de sexe per a persones intersexuals i transgènere, l'Iran duu a terme més operacions de canvi de sexe que qualsevol altra nació del món, excepte Tailàndia. Està sancionat com una suposada «cura» per a l'homosexualitat, que es castiga amb la pena de mort segons la llei iraniana. El govern iranià fins i tot proporciona fins a la meitat del cost per a aquells que necessiten assistència financera i el canvi de sexe es reconeix al certificat de naixement.
En algunes regions del sud d'Àsia, com l'Índia, Bangla Desh i el Pakistan, les hijras són reconegudes oficialment com un tercer gènere que no és ni masculí ni femení, un concepte que alguns han comparat amb mukhannathun.